# République libérale
La République libérale est la période pendant laquelle la Colombie a été dirigée par le parti libéral, précisément de 1930 et l'élection d'Enrique Olaya Herrera à 1946 et sa défaite face à Mariano Ospina Pérez. Elle fait suite à la période dite « hégémonie conservatrice », et se termine par l'assassinat de Jorge Eliécer Gaitán, déclencheur de la guerre civile connue sous le nom de La Violencia.

## Présidents de la République libérale
- Enrique Olaya Herrera (1930-1934)
- Alfonso López Pumarejo (1934-1938)
- Eduardo Santos (1938-1942)
- Alfonso López Pumarejo (1942-1945)
- Alberto Lleras Camargo (intérim 1945-1946)

## Faits marquants

### Guerre colombo-péruvienne
Le 1er septembre 1932, le président péruvien Luis Miguel Sánchez déploie deux régiments de l'armée péruvienne à Leticia et Tarapacá, en territoire colombien, dans le but d'annexer le trapèze amazonien, ce qui déclenche une guerre entre les deux pays. Le président péruvien pense que la Colombie n'a aucune chance de se défendre car elle manque de routes et ne possède pas une marine digne de ce nom. De plus, la région amazonienne n'accueille aucune présence militaire. Mais en 90 jours, la Colombie organise une réponse militaire conséquente à l'invasion péruvienne. Le premier combat aérien d'Amérique du Sud se déroule durant cette guerre entre les forces aériennes colombiennes et péruviennes.
La première attaque de la marine colombienne cible Tarapacá. La prise de la ville est une bataille sanglante. La veille, le 14 février 1933, les forces aériennes péruviennes ont tenté de bombarder la flotte colombienne mais la plupart des bombes ont manqué leur cible. Le reste des forces péruviennes quitte la zone tandis que la flotte colombienne arrive le lendemain.
Le 30 avril 1933, après avoir passé en revue des troupes à l'hippodrome Santa Beatriz (aujourd'hui la place de la Révolution), le président péruvien Sánchez est abattu. 15 jours plus tard son successeur, Oscar R. Benavides, rencontre le chef du parti libéral colombien, Alfonso López Pumarejo, pour conclure un accord et confier le sort de Leticia à une commission de la Société des Nations. 
La Colombie et le Pérou se rencontrent à Rio de Janeiro, au Brésil, pour signer un traité de paix qui réaffirme le traité Salomón–Lozano définissant la frontière commune depuis 1922.

### Alfonso López Pumarejo et la « Révolution en marche »
Alfonso López Pumarejo est élu président lors de l'élection de 1934 sans opposant. Le président nouvellement élu lance une série de réformes audacieuses au nom ronflant de « Révolution en marche »,. Les deux réformes majeures, menées en 1936, sont une révision constitutionnelle et une réforme agraire. La première vise à garantir la liberté de culte et de conscience, la liberté d'enseignement et le droit de grève (sauf pour les fonctionnaires). De plus, elle dépouille le clergé de ses privilèges fiscaux et juridiques. La seconde est effectuée afin de mettre un terme à l'affrontement dans les campagnes entre les grands propriétaires terriens et les aparceros, leurs ouvriers agricoles. En 1935, est également menée une réforme fiscale qui augmente l'impôt sur le revenu (créé en 1918) et le rend plus progressif. D'autre part, le gouvernement modifie sa politique sociale et se montre plus soucieux des travailleurs, s'opposant volontiers aux enclaves des compagnies nord-américains.

### Seconde Guerre mondiale
Eduardo Santos est élu à la présidence sans opposant en 1938, les conservateurs boycottant l'élection. Bien que la situation du pays soit délicate, il parvient à gouverner sans trop de problèmes. Il met fin aux tensions avec les États-Unis, que la rhétorique nationaliste et les prises de positions contre les compagnies américaines du président López Pumarejo avaient passablement agacés, et adhère au principe de « solidarité continentale » en vertu duquel toute agression contre un pays du Nouveau Monde constitue une attaque du continent entier. Les Allemands sont évincés de plusieurs sociétés qu'ils possédaient en Colombie, notamment les bières Bavaria et la compagnie aérienne SCADTA, qui devient Avianca. Après l'attaque de Pearl Harbor, en décembre 1941, la Colombie rompt ses relations diplomatiques avec les puissances de l'Axe, avant de leur déclarer la guerre le 26 novembre 1943 et de signer la Charte des Nations unies en 1945. Toutefois, sa participation militaire à la Seconde Guerre mondiale reste minime.
La Seconde Guerre mondiale affecte bien plus l'économie colombienne que ne l'avait fait la crise de 1929. La flotte marchande mondiale mobilisée pour le conflit et l'insécurité des eaux internationales font chuter brutalement le commerce extérieur et les exportations de café ou de bananes s'effondrent. La United Fruit Company cesse sa production en Colombie en 1942 lorsqu'une nouvelle maladie, le sigatoka noir, décime ses bananeraies. Le secteur pétrolier, uniquement centré sur Barrancabermeja, stagne. De plus en plus, l'État démissionne de la gestion économique du pays, qu'il laisse aux gremios, les associations de producteurs.

### Retour d'Alfonso López Pumarejo et échec de la deuxième «Révolution en marche»
En août 1942, Alfonso López Pumarejo est élu pour un deuxième mandat. L'espoir est grand pour les électeurs que le président reprennent la « Révolution en marche » là où il l'avait arrêtée. En 1945, un code du travail est adopté, qui limite la durée du travail, institue les congés payés et les retraites ouvrières et protège les syndicats. Mais l'État ne parvient pas à imposer cette législation. Pire, en 1946, sous la pression des hacenderos, le gouvernement revient sur la réforme agraire de 1936. Paralysé par les querelles de clans au sommet de l'État et atteint par les scandales touchant son entourage, López Pumarejo est contraint de se retirer dès juillet 1945 et de laisser un designado, Alberto Lleras Camargo, finir son mandat,.

### Assassinat de Jorge Eliécer Gaitán
L'échec de la deuxième « Révolution en marche » provoque une immense déception parmi les nombreuses victimes de la crise économique. Dépourvue d'encadrement structuré, puisque les partis de gauche et les syndicats ont été phagocytés par le parti libéral, cette importante masse trouve un porte-parole en la personne du leader libéral populiste Jorge Eliécer Gaitán qui, fort de ce soutien, se présente à l'élection présidentielle de mai 1946. Opposé au conservateur Mariano Ospina Pérez et au libéral Gabriel Turbay, Gaitán obtient 27,2 % des suffrages et termine à la troisième place, mais surtout il fait perdre le libéral Turbay et permet le retour au pouvoir des conservateurs en la personne de Mariano Ospina Pérez.
Dès la fin des élections, Gaitán lance sa campagne Por la reconquista del poder (en français : « À la reconquête du pouvoir ») pour les élections suivantes, qui doivent se tenir en 1950. Les résultats des élections législatives de mars 1947 le mettent en position de force au sein du parti libéral. En juin 1947, lors d'une séries de réunions publiques ayant pour sujet les élections municipales qui doivent se dérouler en octobre de la même année, le leadership de Gaitán au sein du libéralisme est ratifié. La majorité des libéraux nouvellement élus sénateurs et députés se concertent durant trois jours et élisent à l'unanimité Gaitán « Jefe Unico » (« chef unique ») du parti le 11 juin. Le 24 octobre 1947, les membres libéraux du Congrès proclament Jorge Eliécer Gaitán comme étant leur candidat officiel pour les élections présidentielles de 1950.
Mais le 9 avril 1948, à 13 h 05, Jorge Eliécer Gaitán est assassiné à la sortie de son bureau. La mort violente de cet éminent dirigeant du parti libéral, alors considéré comme vainqueur probable des prochaines élections présidentielles, souvent taxé de populisme et dont la popularité effrayait autant les responsables du parti conservateur qu’une frange non marginale de sa propre faction, provoque des émeutes d’une rare violence dont l’histoire colombienne se souviendra sous le nom de Bogotazo, prélude à une guerre civile appelée La Violencia qui doit son nom à son caractère particulièrement violent.